# (15609) Kosmaczewski
(15609) Kosmaczewski est un astéroïde de la ceinture principale aréocroiseur.

## Description
(15609) Kosmaczewski est un astéroïde aréocroiseur. Il présente une orbite caractérisée par un demi-grand axe de 2,27 UA, une excentricité de 0,29 et une inclinaison de 6,7° par rapport à l'écliptique.

## Compléments